# عصب آرواره‌ای بالایی
عصب آرواره‌ای بالایی یا عصب ماگزیلاری (CN V2) (انگلیسی: Maxillary nerve) یکی از سه انشعاب از پنجمین عصب مغزی یعنی عصب سه‌قلو است که وظیفه اصلی دریافت حس از فک بالا، حفره بینی، سینوس‌ها و کام را برعهده دارد. این عصب هم از لحاظ ترتیب انشعاب و هم طول مابین دو عصب دیگر یعنی آرواره‌ای پایینی و عصب چشمی قرار می‌گیرد.

## نگارخانه

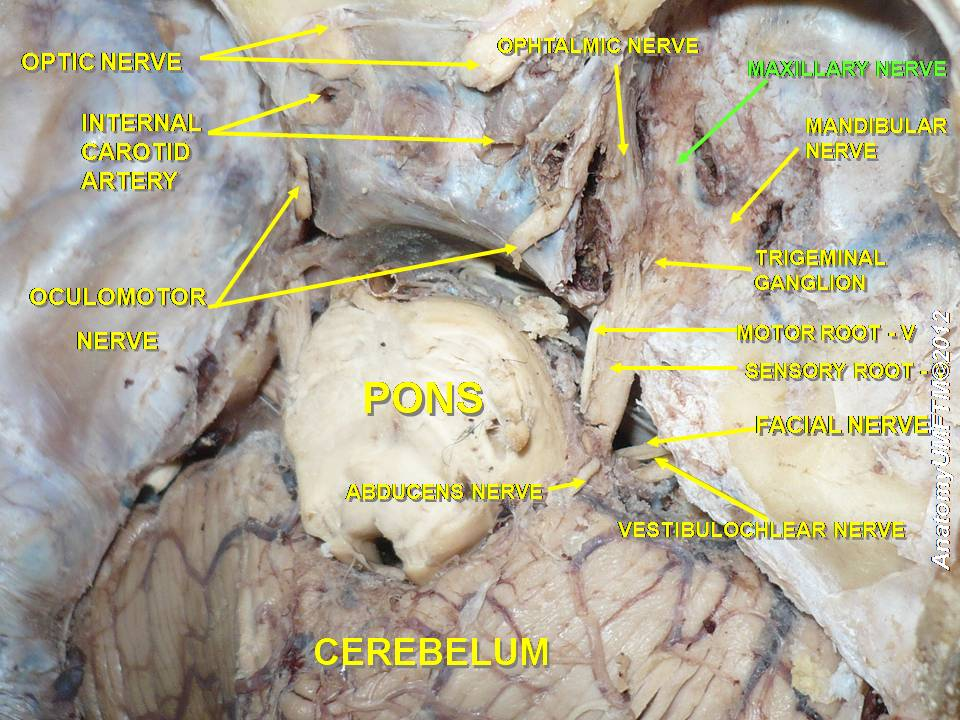
عصب ماگزیلاری